# Pusta Kotlina

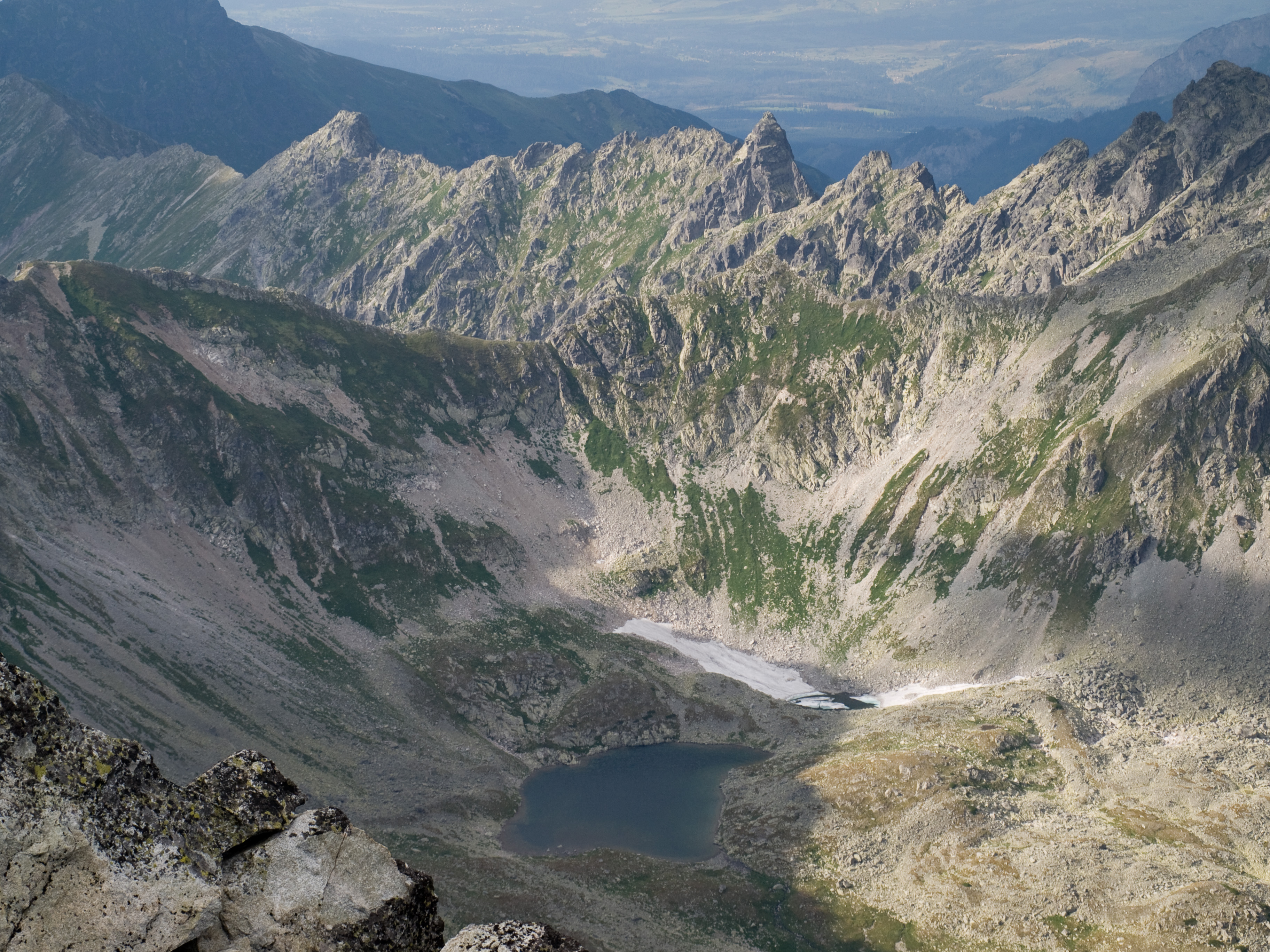
Pusty Staw i Mały Pusty Stawek w Pustej Kotlinie

Pusta Kotlina (słow. Rovienková kotlina – nazwa wspólna dla Pustej Kotliny i Graniastej Kotliny, Pustá kotlina) – kotlina położona na wysokości od 2000 do 2100 m n.p.m. znajdująca się w górnych partiach Doliny Staroleśnej w słowackich Tatrach Wysokich. Pusta Kotlina leży u podnóża Świstowego Grzbietu, Świstowego Szczytu i fragmentu grani głównej Tatr biegnącego w kierunku Graniastej Turni. W kotlinie tej znajdują się trzy Puste Stawy stanowiące część zbiorczej grupy Staroleśnych Stawów. Największym z Pustych Stawów jest Pusty Staw, nieco na północny wschód od niego leży Mały Pusty Stawek, natomiast małe Puste Oko leży w południowej części kotliny – na południowy wschód od Pustego Stawu. Przez Pustą Kotlinę nie przebiegają żadne znakowane ścieżki turystyczne.
Pusta Kotlina graniczy:
- od południowego zachodu z Dziką Kotliną – oddzielona Świstowym Grzbietem,
- od północy z doliną Rówienki – oddzielona wyżej wymienionym fragmentem grani głównej Tatr,
- od wschodu z Graniastą Kotliną,
- od południowego wschodu ze Zbójnicką Równią.